# Jesse Broadwater
Jesse Broadwater (9 de enero de 1984) es un deportista estadounidense que compitió en tiro con arco, en la modalidad de arco compuesto.
Ganó tres medallas en el Campeonato Mundial de Tiro con Arco al Aire Libre, en los años 2011 y 2013, y cinco medallas en el Campeonato Mundial de Tiro con Arco en Sala entre los años 2009 y 2018.

## Palmarés internacional
| Campeonato Mundial al Aire Libre | Campeonato Mundial al Aire Libre | Campeonato Mundial al Aire Libre | Campeonato Mundial al Aire Libre |
| Año                              | Lugar                            | Medalla                          | Prueba                           |
| -------------------------------- | -------------------------------- | -------------------------------- | -------------------------------- |
| 2011                             | Turín (Italia)                   | Medalla de oro                   | Equipo                           |
| 2011                             | Turín (Italia)                   | Medalla de plata                 | Individual                       |
| 2013                             | Belek (Turquía)                  | Medalla de bronce                | Equipo mixto                     |
| Campeonato Mundial en Sala       |                                  |                                  |                                  |
| Año                              | Lugar                            | Medalla                          | Prueba                           |
| 2009                             | Rzeszów (Polonia)                | Medalla de oro                   | Equipo                           |
| 2009                             | Rzeszów (Polonia)                | Medalla de plata                 | Individual                       |
| 2014                             | Nimes (Francia)                  | Medalla de oro                   | Equipo                           |
| 2018                             | Yankton (Estados Unidos)         | Medalla de oro                   | Equipo                           |
| 2018                             | Yankton (Estados Unidos)         | Medalla de bronce                | Individual                       |